# جیانکارلو سلا
جیانکارلو سلا (انگلیسی: Giancarlo Cella؛ زادهٔ ۵ سپتامبر ۱۹۴۰) بازیکن فوتبال اهل ایتالیا است.
از باشگاه‌هایی که در آن بازی کرده‌است می‌توان به باشگاه فوتبال اینتر میلان، باشگاه فوتبال تورینو، باشگاه فوتبال پیاچنزا، باشگاه فوتبال کاتانیا، باشگاه فوتبال آتالانتا، و باشگاه فوتبال نووارا اشاره کرد.